# Ermotimo di Clazomene
Ermotimo (Ἑρμότιμος; Clazomene, ... – ...; fl. VI secolo a.C.) è stato un filosofo greco antico del VI secolo a.C.
Definito da Luciano di Samosata un pitagorico, secondo Aristotele fu il filosofo che per primo propose, prima ancora del Nous di Anassagora, l'idea che una mente doveva essere la causa fondamentale del divenire. Egli asserì che le entità fisiche siano statiche, mentre la ragione provoca il cambiamento.
Sesto Empirico lo assimilò ad Esiodo, Parmenide ed Empedocle, poiché fu un sostenitore del dualismo, della tesi di un duplice principio materiale e di un principio attivo come concause dell’universo.
Tertulliano raccontò un aneddoto su Ermotimo cui non sembrava credere. Secondo questo aneddoto, l'anima di Ermotimo si sarebbe allontanata dal corpo durante il sonno, come in un viaggio. Sua moglie rivelò questa stranezza cosicché i suoi nemici si recarono a bruciare il suo corpo mentre dormiva, corpo nel quale la sua anima tentò di ritornare troppo tardi. Il popolo di Clazomene eresse un tempio in onore di Ermotimo, tempio nel quale le donne non potevano accedere a causa del tradimento della moglie.
Questa storia e altre su Ermotimo si trovano anche in Plinio il Vecchio, Luciano di Samosata, Apollonio di Afrodisia e Plutarco.
Diogene Laerzio affermò che Pitagora asserì di essere stato Ermotimo in una delle sue vite precedenti e di aver trovato conferma di queste vite precedenti dal fatto di aver riconosciuto lo scudo di Menelao che era in decomposizione nel tempio di Apollo a Branchidae.